# 李應俊
李 應俊（李 応俊、イ・ウンジュン、1890年8月12日 - 1985年7月8日）は、大韓民国の陸軍軍人。初代陸軍参謀総長、逓信部長官。最終階級は大日本帝国陸軍大佐、大韓民国陸軍中将。本貫は商山李氏。号は秋研（チュヨン、추연）。創氏改名による日本名は香山 武俊（かやま たけとし）。

## 経歴

### 第二次世界大戦まで
平安南道安州郡に生まれる。郷里で漢学を学んでいる最中だった1906年に、漢城へ移り、近代的な教育を受ける事となる。その際、日本の陸軍士官学校の卒業生である盧伯麟と李甲の影響を受け、軍人になる事を決心する。
李甲の支援により普成中学校と大韓帝国武官学校を卒業した後、1909年に日本へ留学し、陸軍中央幼年学校を経て、1914年に陸軍士官学校（第26期）を卒業。同年12月25日、少尉に任官。同期には栗林忠道、洪思翊、池青天などがいる。第1師団歩兵第3連隊に配属。1916年、陸軍歩兵学校に入校して3か月間教育を受けた後、中尉に昇進した。
第二次日韓協約締結と同時に、李甲が独立運動に身を投じてからは、李應俊自身も独立運動に加担するようになった。1919年に三・一独立運動が起きた際は、金擎天や池青天と共に中国への亡命を試みた。しかし金と池が亡命を決行して武装蜂起による独立運動を行ったのとは異なり、李は洪思翊などと同様に日本軍に留まり続けた。
十月革命が起きた翌年の1918年に、日本軍はシベリア地域で反革命軍を支援した。同地域の赤化を阻むために出兵（シベリア出兵）し、李も中尉として出征命令を受け、ウラジオストクに派遣された。
1920年4月、第20師団第40旅団歩兵第79連隊に配属。1924年3月15日、大尉に昇進し、大隊副官を経て中隊長に任命される。1928年5月に済南事件が起こると奉天に派遣された。1931年8月1日、任陸軍歩兵少佐。1933年、第20師団第79連隊副官。1934年8月1日、第20師団第79連隊大隊長。
その後は、満州などでの勤務を経て、1936年8月1日に中佐に昇進してからは、第79連隊附となり京城医学専門学校と京城薬学専門学校で配属将校として勤めた。
1937年に日中戦争が始まってからは、師団司令部や北支那方面軍司令部などで勤めた。主に兵務や兵站輸送の業務に従事したが、直接戦闘に参加する事も多く、山東省では八路軍ゲリラ討伐部隊の指揮官を務めた。
1940年8月から1942年まで朝鮮軍大邱本部に勤務。1941年の大佐昇進と時をほぼ同じくして、太平洋戦争が勃発して以降は、学徒動員へ参加する様に呼びかける講演活動などを積極的に行った。
1943年7月、第7旅団の討伐部隊指揮官として八路軍鎮圧に従事。1944年、龍山停車場司令官。終戦時は第170停車場司令官。

### 独立後
1945年8月15日の終戦時には、咸鏡南道の元山港において輸送業務を担当しており、終戦の一報が入ると同時にソウルへ向かった。
以後、アメリカ軍政庁の軍事顧問に委嘱され、韓国軍を創設する際には、金錫源などと共に主導的な役割を担った。1947年に第5旅団、第1旅団を歴任。1948年に大韓民国政府が樹立された際は、初代陸軍参謀総長に就任した。1949年6月、第3師団長。1950年4月、第5師団長。朝鮮戦争時には、水原地区防衛司令官、全羅南道編成管区司令官、馬山地区戒厳司令官、済州地区戒厳司令官、全羅南道戒厳民事部長を歴任し、1950年11月に予備役に編入された。1952年に現役に復帰し、陸軍大学総長。総長在任中に中将に昇進した。1953年6月、第1訓練所長。
1955年に予備役編入となった後は、逓信部長官に就任し、1967年には韓国反共連盟理事長に就任した。1972年には、反共有功者報国勲章統一章を授与され、1979年には国政諮問委員、1980年には国防政策諮問委員長、国土統一院顧問なども務めた。

## 死後の評価
1985年に亡くなった際は、葬儀は陸軍葬で行われ、遺体は国立ソウル顕忠院に埋葬された。
2008年に民族問題研究所が発表した、親日人名辞書収録予定者名簿の軍部門に選定された。2007年に親日反民族行為真相糾明委員会が選定した親日反民族行為195人名簿の軍人部門にも選定され、公式に親日反民族行為者に認定されている。

## 勲章
- 勲四等瑞宝章 - 1935年
- 勲三等瑞宝章 - 1939年
- レジオン・オブ・メリット - 1954年1月20日[5]
- 太極武功勲章 - 1954年5月12日

## 親族
- 岳父：李甲
- 妻：李正熙（1897年 - 1987年9月29日）
- 長男：李昌善（1921年 - 1996年、創氏改名：香山昌胤[6]、韓国陸軍士官学校2期及び高麗大学校経済学科卒業。1955年、韓国陸軍大領で予備役編入）
- 婿：李亨根
- 孫：李玄（朝鮮語版）